# Последний свидетель (фильм, 1970)
«Последний свидетель» (польск.: Ostatni świadek) — фильм ПНР 1970 года режиссёра Яна Баторы.

## Сюжет
Пролог: в конце войны на территории Польши два эсесовца — Дангер и Гольц прячут в горах ящики с награбленными ценностями, используя рабский труд заключенных из небольшого местного концлагеря, которых в конце убивают. Однако, один из узников выживает — доктор Ольшак, уроженец этих мест.
Прошли годы. Ольшак работает врачом в городе недалеко места, где когда-то был концлагерь. Как-то в городке появляются четверо австрийских граждан, выдающих себя за энтомологов: профессор Шмидт с дочкой и его сотрудники, среди которых Дангер и Гольц, под видом научной экспедиции приехавшие сюда, чтобы забрать спрятанный клад. Ольшак узнаёт их, однако милиция вынуждена освободить задержанного бывшего эсэсовца, когда его документы не возбуждают обвинений, а свидетельство Ольшака принимают за фантомную боль.
Ольшак отправляется в горы за лжеучёными и по их следу добирается до старого бункера, где спрятан клад. В финальной сцене происходит драка между одиноким Ольшаком и бывшими эсэсовцами, но в критический момент в действие вступает группа милиционеров «под прикрытием» (выдававших себя за геологов), которые с самого начала, вели наблюдение за немцами, зная, кто они и что ищут, ожидая, что они приведут к бункеру.

## В ролях
- Станислав Микульский — Збышек Ольшак
- Януш Быльчиньский — Отто Бергер, комендант концлагеря
- Эдмунд Феттинг — Клаус Гольц, сотрудник Бергера
- Артур Млодницкий — профессор Шмидт
- Майя Водецкая — Луиза, дочь Шмидта
- Элиаш Куземский — комендант концлагеря
- Роман Сыкала — директор отеля
- Мариан Войтчак — председатель Народного совета
- Януш Михалевич — Марек, милиционер-«геолог»
- Станислав Нивиньский — милиционер-«геолог»
- Войцех Дурьяш — милиционер-«геолог»
- Здислав Кузняр — эсэсовец
- Анджей Красицкий — эсэсовец
- Станислав Лопатовский — эсэсовец
- Ежи Моес — эсэсовец
- Рышард Котыс — узник концлагеря
- Мечислав Лоза — узник концлагеря

## Съёмки
Место съёмок — города Радкув и Кудова-Здруй, а также Столовые горы.

## Критика
Режиссёр еще до премьеры обеспечил фильму большую аудиторию, привлекая к роли Ольшака Станислава Микульского, находившегося тогда на пике популярности после выступлений в «Ставка больше чем жизнь». Ольшак, однако, более человечен, чем Ганс Клосс. Будучи штатским, он несколько раз дает себя перехитрить противникам.— Ostatni świadek // filmpolski.pl

«Последний свидетель» — абсолютно безликое кино. Большую часть фильма оборотни и Збышек следят друг за другом, ползая по горе и уклоняясь от камнепадов, а под ногами у них путаются геологи. Несколько развлекает глаз лишь Луиза (Майя Водецкая), дочь «профессора» Шмидта, ничего не знающая о преступном папашином прошлом и прогуливающаяся по экрану в пикантном наряде из бикини и резиновых сапог.— «Лекарство от любви» / «Последний свидетель» // Журнал «Коммерсантъ Weekend» № 21 от 6 июня 2014. — стр. 35